# ピエール・クラストル
ピエール・クラストル（Pierre Clastres、1934年 - 1977年）は、フランスの人類学者、民族学者。政治人類学に関する研究、その反権威主義的な信念や取り組み、パラグアイのグアヤキ族インディオに関する専門研究で知られる。クラストルの理論は、特定の無政府主義的観点に科学的な裏付けを与えるものとして見做されることがある。

## 来歴
学生時に、共産学生連盟の一員だったピエール・クラストルは、マルクス主義革命派グループ「社会主義か野蛮か」に影響を受ける。1977年、『自由』創刊に携わった際、ミゲル・アバンスール、コルネリュウス・カストリアディス、マルセル・ゴシェ、クロード・ルフォール、モーリス・ルシアニといった「社会主義か野蛮か」元メンバーに再会した。
哲学を専攻したが、クロード・レヴィ＝ストロースやアルフレッド・メトロの影響で、アメリカ大陸を研究対象とする人類学に興味を持った。以後、クラストルは、自身の著作を、エチエンヌ・ド・ラ・ボエシの『自発的隷従論』の流れを汲むものとし、同書を引き合いに出した。
クラストルは、数多くのフィールド・ワークを行なった。1963年は、パラグアイのグアラキ族インディオと共に過ごした。1965年には、再びパラグアイに赴き、グアラニ族の元で調査を行なった。チュルピ族については、1966年、1968年と2度に渡り調査を行なっている。1970年には、ヤノマミ族の元で、同僚のジャック・リゾと共に短期滞在を送る。さらに1974年には、ブラジルのグアラニ族の元で短期間過ごした。その年、CNRS（フランス国立科学研究センター）の研究員となり、論文集『国家に抗する社会』を発表した。構造主義を批判し、レヴィ＝ストロースと衝突したクラストルは、特に、戦争を交換の失敗だととらえる構造主義の見方を非難し、社会人類学研究所を退職した。1975年には、高等研究実習院第五部門の研究主任（教授相当）に就任する。しかし、1977年、交通事故で43歳という若さで死去した。

## 研究
最も有名な著作『国家に抗する社会』（1974）の中で、クラストルは、国家があらゆる社会の究極の形態とする進化主義の概念、純真無垢な人間の自然状態というルソー主義的概念の双方を批判している。これにより、逆説的に、国家を、当時、政治人類学において占めていた中心的な位置から排除し、強制権の概念をもとに、国家の出現について問題提起した。権力の概念は全ての社会において生まれながらに認識されている。権力に対する自律性を守ろうとする自然な傾向を人間が持っているのは、このためである。各社会は、だから、独裁的、権威的権力が拡大するのを積極的に阻止しようとする複雑な基準の網からなる構造であると知覚される。反対に、国家は、位階制の権力を擁する法的な魔力である。特に、国家という形態をとることを阻止しようとする自然の仕組みを維持することに失敗した社会において、この権力は国の魔力によって合法化される。このように、クラストルは、アンデスの大きな文明と、アマゾンの族長支配体制によって形成された小さな政治単位を対比した。アマゾンの族長支配体制において、社会集団全体は、継続的に不安定になり、族長がその特権を権力に変換しないようにしている。
クラストルの主要な主張はつまり、「未開」と呼ばれる社会は、権力や国家を未だ発見していない社会でなく、反対に、国家の出現を避けるように構築された社会なのだということである。『暴力の考古学』の中で、クラストルは、アマゾンの社会における、社会の構造主義的、マルクス主義的解釈に異議を唱えている。クラストルによると、部族間の争いは、政治的合併を拒否するための一つの方法であり、つまり、権力の移譲を防ぐための方法である。権力の移譲は、規模の大きすぎる社会に内在的に関係する制御不能状態を引き起こす。
「未開」社会は、物質的超過と社会的格差を禁止することによって経済的、集会的差異を拒絶する。
『歴史のない人々の歴史、それは、（中略）彼らの国家に対する闘いの歴史である。国家に抗する社会。』

## 著作
- 『グアヤキ年代記 遊動狩人アチェの世界』（1974年、毬藻充訳　現代企画室、2007
- 『国家に抗する社会　政治人類学研究』（1974年、渡辺公三訳　風の薔薇、1987　水声社）
- 『大いなる語り―グアラニ族インディオの神話と聖歌（1974年、毬藻充訳　松籟社、1997）
- 『暴力の考古学　未開社会における戦争』（1977年、毬藻充訳　現代企画室　2003）
- 『チュルピ族の神話学』(1992年)